# 政所利子
政所 利子（まんどころ としこ）は、株式会社玄代表取締役。

## 経歴
跡見学園中学校・高等学校を経て、跡見学園短期大学（国文科）を卒業後、「メイト」編集長。1975年 出向先である電通にてイベントプランニングアシスタント。1979年 鐘紡ファッション事業部、クリスチャン・ディオールのオートクチュールデザイナー、コスチュームデザイナー、プロダクトデザイナー、都市空間計画及び環境計画プランナー
1988年 株式会社 玄 設立。同年から国土庁地方振興アドバイザー。1994年から地方産業ビジョン研究会、地域産業関連審議委員歴任、通商産業省環境型都市形成審議会委員、離島振興法改正検討会、水源地対策検討委員会委員、新農基法検討作業部会委員、国土交通省中心市街地活性化アドバイザー、国土交通省社会実験支援フォーラムアドバイザー歴任、NTTオープンラボ「企業経営組織モデル」探求研究会メンバー、経済産業省産業構造審議会委員、経済産業省・繊維産業振興研究会メンバー。
1996年 北区勤労者サービスセンター理事に就任（2012年3月迄）。1998年 優秀観光地選考委員、花の観光地づくり賞選考委員。
1998年　経済産業省産業構造審議会委員／国土庁地方振興アドバイザー他東京都台東区に産業博物館 開館千年芸工館と称した日本伝統工芸復興の運動を展開している
1999年 ふるさとづくり賞（総理大臣賞他）中央審査委員他
2000年 21世紀の「人と建設技術賞」審査委員、行政参加型まちづくり選考委員（国土交通省）、東京都21世紀商店街づくり戦略委員会委員（東京都労働経済局）
2001年 伝統工芸品産地プロデューサー（伝統的工芸品産業振興協会）
2002年 国土交通省離島振興法改正検討委員会委員立教大学大学院観光学部非常勤講師千葉県農業会議アドバイザー
2003年 中野区産業まちづくり調査会委員若手商人研究会講師（（公財）東京都中小企業振興公社）学生起業家選手権審査員（（公財）東京都中小企業振興公社）
2004年 過疎地域自立活性化優良事例表彰委員会委員（総務省）地域づくり懇談会委員（総務省）「創業塾」女性企業家向けセミナー主宰（東京都商工会連合会）
2005年 東北文化学園大学客員教授産業観光推進会議委員（日本観光協会）、関東運輸局モデル施策検討委員、関東観光まちづくりアドバイザリー会議委員（関東運輸局）、文化観光懇談会委員、国土交通省社会実験アドバイザー会議委員
2006年 インターナショナルラグジュアリーマート調査委員会委員
2007年 地方制度調査会委員、江戸東京観光推進コンソーシアム準備委員会委員長、関東経済産業局地域産業資源活用事業評価委員会委員、（一財）地域活性化センター「全国地域リーダー養成塾」講師、内閣府地域活性化伝道師
2008年 YOKOSO JAPAN大使、後のVISIT JAPAN大使。
2009年 NPO法人さど理事就任光ブローバンドの活用方策検討チーム構成員、関東経済産業局農商工等連携事業・農商工等連携支援事業評価委員会委員。
2010年 関東観光推進会議委員（関東運輸局）、信州経済戦略会議委員（長野県）
2011年 とやまふるさと使節就任、北区おでんプロジェクト総合プロデューサー、岩手県金ヶ崎町かねがさき女性元気塾ビジネスセミナー主宰。
2012年 一般財団法人 東京城北勤労者サービス評議員農林水産省（伊）スローフード展出展総合プロデューサー、観光を手法とした地域経済活性化に関する調査事業委員会（経済産業省）
2013年 一般財団法人 ロングステイ財団理事、ウェルカムTOKIO代表、新潟県観光立県推進行動計画検討委員会委員、北陸農政局農村振興課関係補助金等交付先選定審査委員会委員、農林水産省食のモデル地域構築計画選定委員会委員、観光庁「官民協働した魅力ある観光地の再建・強化事業」目利きアドバイザー、青森県三沢市商品販売営業力強化セミナー・国際色を活かした商店街づくり創出塾、富山県高岡市コミュニティービジネス実践講座講師、ミラノ国際博覧会日本館サポーター就任
2014年 石川県世界農業遺産「能登の里山里海」ロゴマークを使用した新たな認定制度検討委員会委員、石川県世界農業遺産 未来につなげる「能登」の一品認定審査会委員他
2015年 跡見学園女子大学観光コミュニティ学部観光デザイン学科、コミュニティ学科兼任教員、ミラノ国際博覧会日本館サポーター等就任。